# Timonius korrensis
Timonius korrensis là một loài thực vật có hoa trong họ Thiến thảo. Loài này được Kaneh. miêu tả khoa học đầu tiên năm 1931.